# Steve Wijler
Steve Wijler (Horn, 19 september 1996) is een Nederlands boogschutter. Hij is tweevoudig Europees kampioen en olympisch medaillewinnaar.

## Carrière
Wijler komt zowel individueel als in teamverband uit op internationale toernooien. In 2017 won hij zijn eerste eremetaal op een groot toernooi, individueel brons op het WK in Mexico-Stad en een wereldbekeroverwinning in Shanghai. In 2018 werd Wijler samen met Sjef van den Berg en Rick van der Ven wereldkampioen bij de team recurve tijdens het WK indoor. Hetzelfde jaar werd hij individueel Europees kampioen. In 2019 kwam Wijler voor Nederland uit op de Europese Spelen, waar zilver met het team en individueel gewonnen werd. In 2021 volgde Wijlers tweede Europese titel, ditmaal in teamverband. Later dat jaar, op 24 juli 2021, behaalde Wijler samen met Gabriela Schloesser het eerste Nederlandse eremetaal tijdens de Olympische Spelen in Tokio: zilver. In het gemengd teamonderdeel werden achtereenvolgens Italië, Frankrijk en Turkije verslagen, waarna grootmacht Zuid-Korea in de finale te sterk bleek.
Wijler traint op Papendal.

## Belangrijkste prestaties
- 2017 –  WK individueel
- 2018 –  WK indoor team
- 2018 –  EK individueel
- 2019 –  Europese Spelen individueel
- 2019 –  Europese Spelen team
- 2021 –  EK team
- 2021 –  Olympische Spelen team gemengd